# Froggatt
Froggatt – wieś w Anglii, w hrabstwie Derbyshire, w dystrykcie Derbyshire Dales. Wieś leży na wschodnim brzegu rzeki Derwent.
Znajduje się tu most z XVII wieku, który posiada dwa różne łuki.